# Alžír
Alžír (arabsky الجزائر‎, al-Džazá'ir, francouzsky Alger) je hlavní město Alžírska. Je to významný přístav, ve kterém žije přibližně 2,36 milionu obyvatel (v aglomeraci cca 3,5). 421 km odsud se nachází město Constantine, 434 km Oran a 1 975 km Tamanrasset.
Městu se přezdívá Bílý Alžír (Alger la Blanche); tento název získalo díky bílým zdem domů, které se z kopců v okolí města svažují až ke břehu Středozemního moře. Původní význam arabského jména města je prostě „ostrovy“, odkazuje na ostrůvky v alžírské zátoce.

## Dějiny Alžíru
Založen byl v roce 944, avšak existuje také starší osídlení fénického a řeckého původu. V 16. století tu vznikl hrad a bylo to též sídlo pirátů. Roku 1830 jej obsadili Francouzi a přebudovali ve francouzském stylu. Mezi lety 1943 a 1944 sídlila v Alžíru též prozatímní francouzská vláda. V 50. a 60. letech se ozývaly hlasy, požadující nezávislost země, které postupně přerostly až ve velké násilnosti. Od roku 1962 je Alžír hlavním městem Alžírska; prudce se rozvíjel – vznikly různé závody, postavena byla nová panelová sídliště. V současné době ve městě i jeho okolí žije přes 2,5 milionu obyvatel.

### Rozvoj města
Postupný rozvoj Alžíru na centrum celé oblasti započal kolem roku 1550, kdy ho turečtí korzáři povýšili na hlavní město stejnojmenné říše. Zisky z námořního obchodu, řemesel a zemědělství, ale taky pirátské kořisti plnily pokladny osmanských panovníků. Ti si budovali přepychové paláce, obklopené palmovými háji a kvetoucími zahradami. Stále ještě jako součást Turecka bylo území kolem města Alžíru od roku 1711 de facto nezávislé. Všechny pokusy evropských mocností o zastavení loupeživých pirátských tažení, jež měla svůj původ v Alžíru, však ztroskotaly. Hlavní pirátskou kořistí bylo zlato, drahé kameny a cenné suroviny. Piráti však také prodávali posádky přepadených lodí na trhu s otroky v centru Alžíru. V roce 1830 posloužilo Francouzům právě pirátství jako zástěrka pro dobytí země. Alžír se stal základnou pro postup Evropanů do celé severní Afriky.
Hlavní město kolonie zůstalo pro cizí mocipány ohniskem nepokojů. V Alžíru odpor vůči Francouzům v podstatě nikdy neutichl. Během bojů za nezávislost v letech 1954 až 1962 byla Kasba dějištěm tří proslulých bitev, v nichž velel generál Jacques Massu. S velkou mírou brutality byla nejdříve rozbita povstalecká Fronta národního osvobození (FLN), avšak nakonec Alžířané v roce 1962 nezávislosti přece jen dosáhli. Už několik let je život v Alžíru poznamenán novou občanskou válkou. Když se při volbách v letech 1991–1992 ukazovalo, že zvítězí fundamentalistická Islámská fronta spásy (FIS), přerušila armáda volby a donutila prezidenta Chadliho k odstoupení. Od té doby vládne v zemi vojenská vláda. Alžír je městem, kde byl vyhlášen výjimečný stav. Fundamentalistická opozice opakovaně vraždí intelektuály, novináře, turisty nebo zahraniční úředníky. Vojsko se stejnou tvrdostí údery vrací. Francie podporuje vojenskou vládu, která nebude moci ukončit občanskou válku bez svobodných voleb.

### Současný Alžír
Alžír splňuje všechny předpoklady pro prosperující město. Starý přístav na úpatí masivu Bouzareah je chráněn přístavní hrází, která vznikla už v 16. století spojením přilehlých skalnatých ostrovů. Alžír má zemědělské zázemí v nížině Mitidža a v Sahelu, díky kterému mohlo být město odedávna zásobováno zemědělskými produkty. Dodnes je toto území nejdůležitější zemědělskou oblastí. Pěstuje se zde víno, tabák, citrusové plody a obilniny. Hlavní město a jeho přístav tvořily po staletí předmostí k Evropě. Na přelomu století vznikly dokonce městské čtvrti evropského typu. Centrum se posunulo směrem na jih a Kasba, vlastní historické centrum, se tak dostala na okraj města. Historické centrum dodnes neztratilo svůj zvláštní půvab. Domy ve tvaru kostek se podobají pevnostem ve změti neproniknutelných uliček. Miniaturní obchůdky vypadají jako jeskyně a na malých tržištích se mísí zápach s lákavými vůněmi.
Na jiných místech prodělalo město značnou proměnu. Z někdejších vesnic se stala šedá předměstí, která nekontrolovatelně bují v důsledku prudkého růstu obyvatelstva.

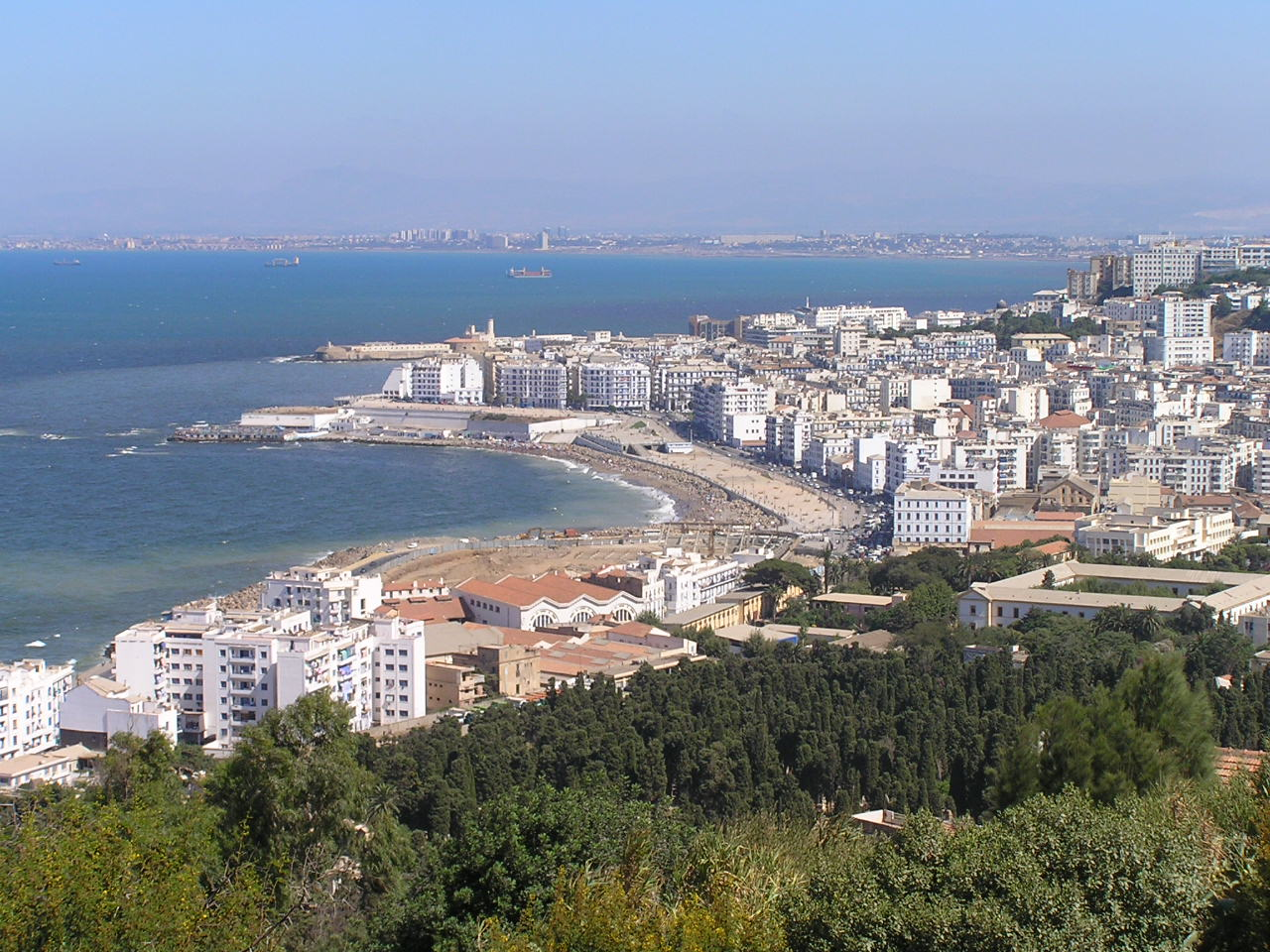
Pobřeží Středozemního moře
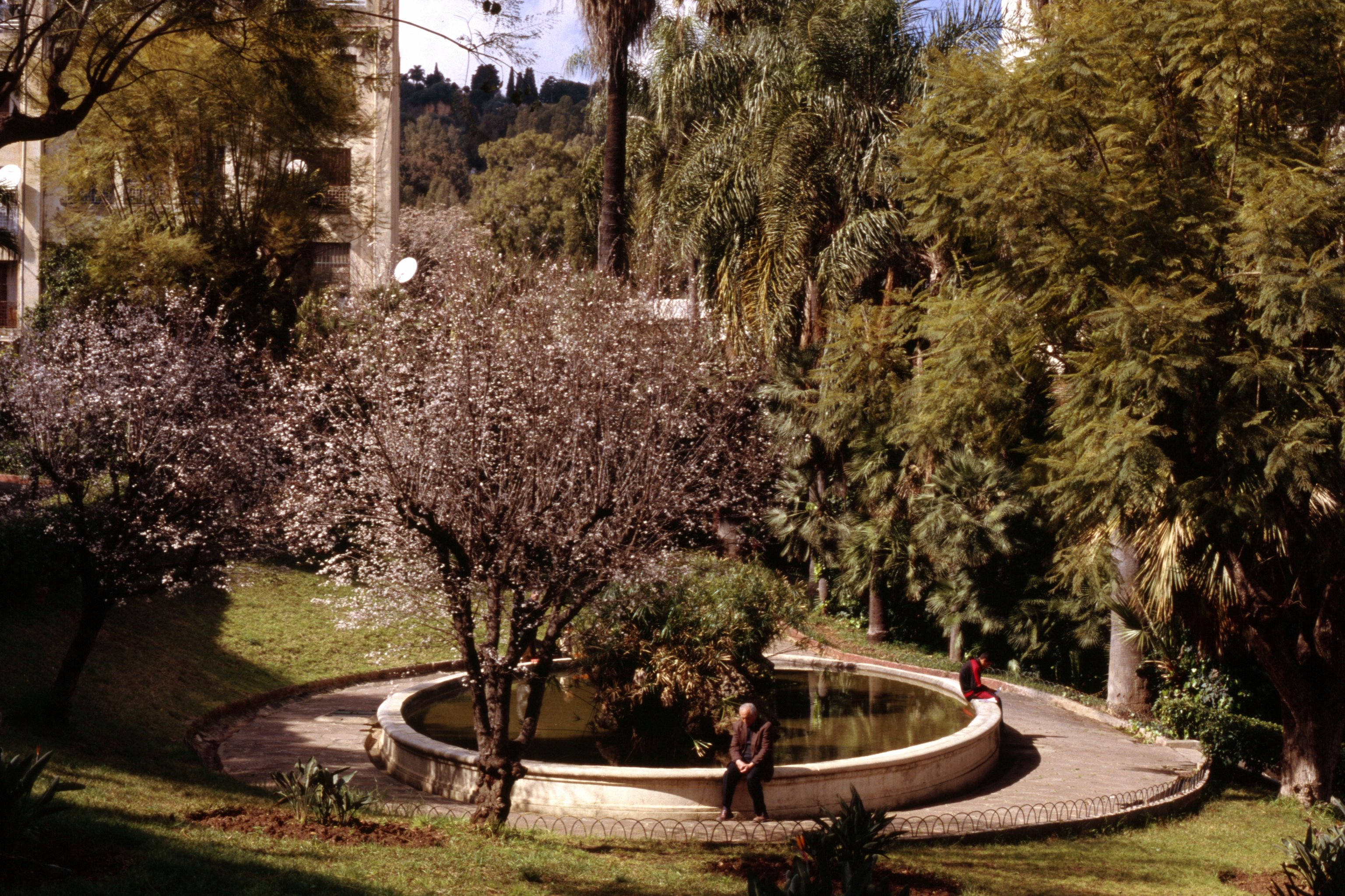
Park
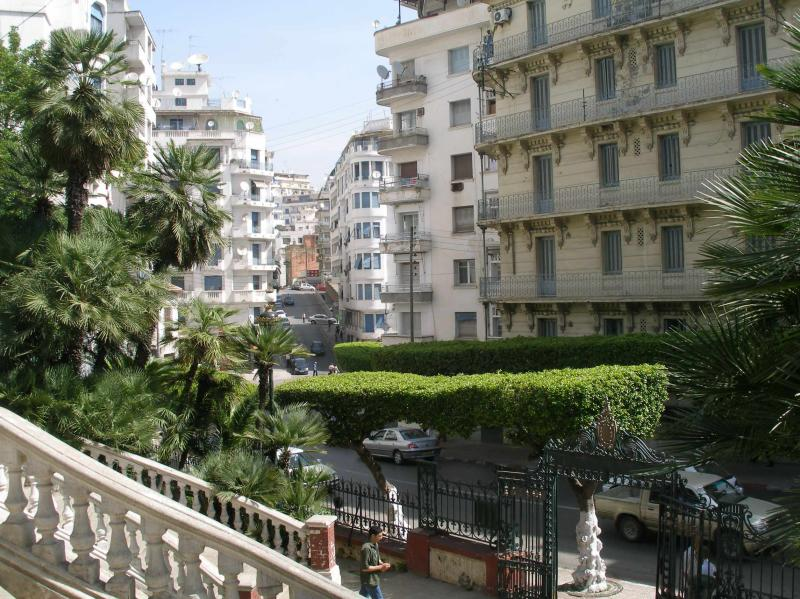
Veřejná zahrada
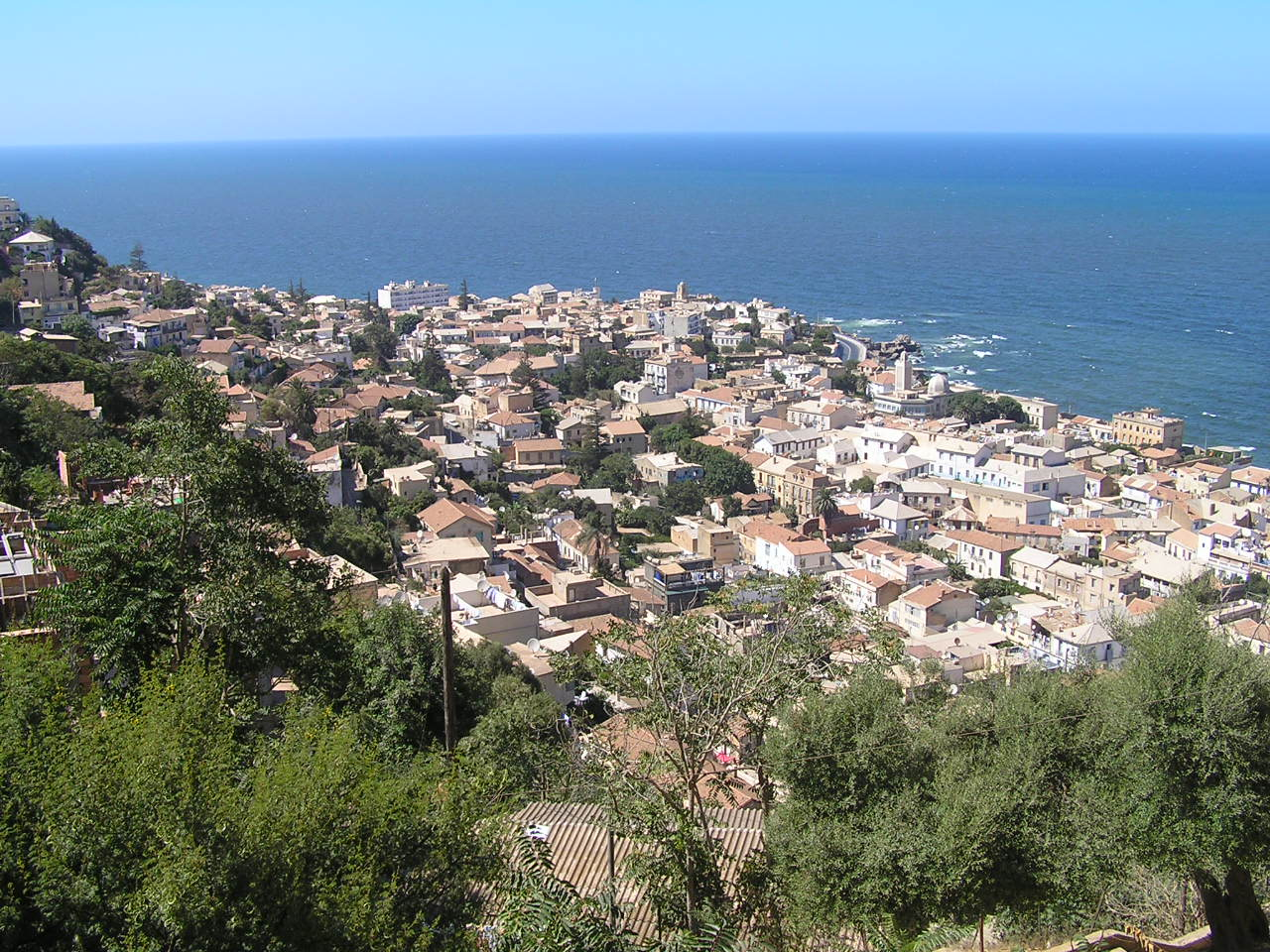
Pohled z distriktu Bologhine
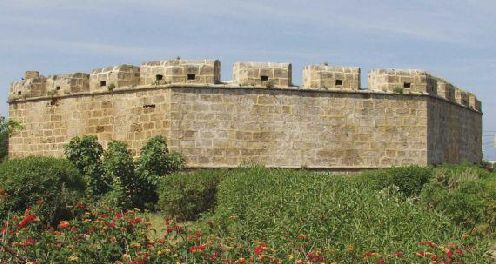
Pevnost Tamentfoust
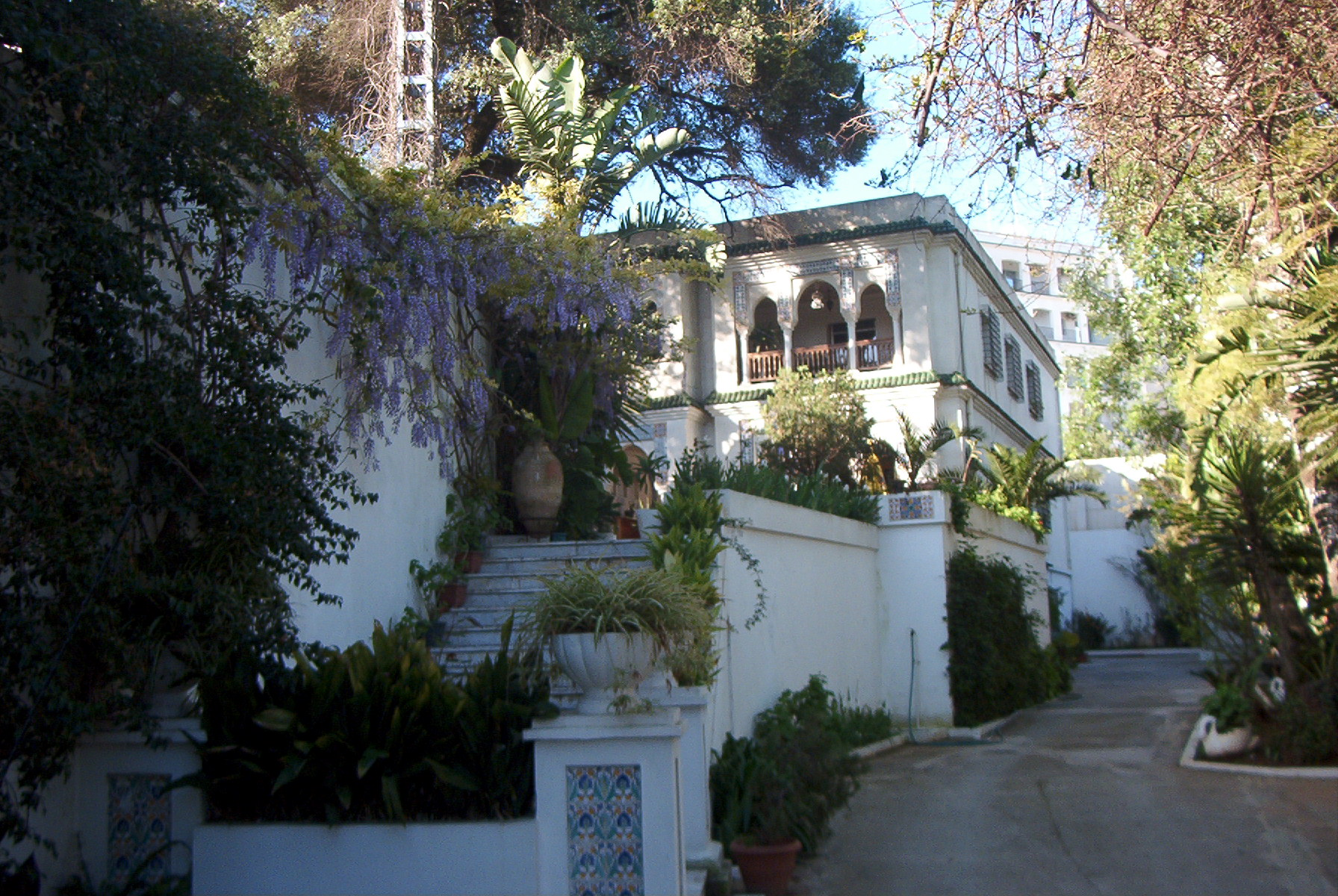
Villa Hydra

## Obyvatelstvo
V roce 1960 mělo město Alžír 850 000 obyvatel, dnes asi tři miliony. Hlavní proud nových obyvatel přišel do Alžíru v letech 1954 až 1977. Tím se vyrovnal úbytek obyvatelstva z roku 1962, kdy po vyhlášení nezávislosti Alžírska odešli evropští osadníci, zejména Francouzi, hromadně do Francie. V novém městě mezitím chátrají klasicistní činžovní domy a ani z evropské elegance minulých dob už mnoho nezbylo. Na proslulé obchodní třídě Rue Michelet ustoupily luxusní butiky vetešnickým krámkům. Občanská válka a přistěhovalectví propůjčily tomuto kdysi „bílému městu“ šedivý nádech a učinily z něj těžko opravitelný kolos.
V Alžíru se mísí vlivy pěti různých kultur. Islámští fundamentalisté se však už několik let pokoušejí této mnohojakosti násilným způsobem zbavit.

## Hospodářství
Město je významným přístavem, je centrem vývozu ropy, zemního plynu, zemědělských produktů a textilií. Sídlí zde vláda a je centrem služeb celého Alžírska. Ve městě se nachází mezinárodní letiště Houariho Boumédièna.

## Sport a kultura
V Alžíru se v roce 1978 konaly v pořadí třetí Africké hry. Nachází se zde Národní galerie Alžírska, největší galerie v regionu.

## Zajímavosti
- V antice se Alžír jmenoval Icosium. Dnešní město vzniklo ve druhé polovině 10. století našeho letopočtu na ruinách někdejšího Icosia.
- Miguel de Cervantes, španělský básník a autor Dona Quijota, padl v roce 1575 do rukou alžírských pirátů a celých pět let strávil v zajetí.
- Na konci koloniální vlády v roce 1962 uprchlo z Alžíru 200 000 Evropanů.

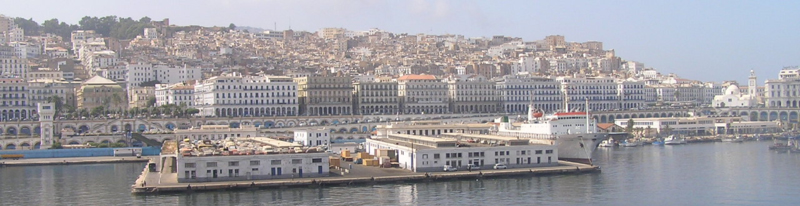
Přístav v Alžíru

## Partnerská města
- Amsterdam, Nizozemsko
- Barcelona, Španělsko
- Berlín, Německo
- Casablanca, Maroko
- Dakar, Senegal
- Káhira, Egypt
- Londýn, Spojené království
- Montréal, Kanada
- Moskva, Rusko
- New York, Spojené státy americké
- Paříž, Francie
- Peking, Čína
- Řím, Itálie
- Smyrna, Turecko
- Tripolis, Libye
- Tunis, Tunisko
- Ženeva, Švýcarsko

## Osobnosti
- Jacques Attali, ekonom
- Daniel Auteuil, spisovatel
- Albert Camus, francouzský filozof, spisovatel
- Françoise Durrová, tenistka
- Marlène Jobertová, herečka
- Nouria Mérahová-Benidaová, atletka
- Jacques Rancière, filozof
- Camille Saint-Saëns, francouzský hudební skladatel
- Charles Martial Lavigerie, římskokatolický duchovní, kardinál